# ۱۹۳۰

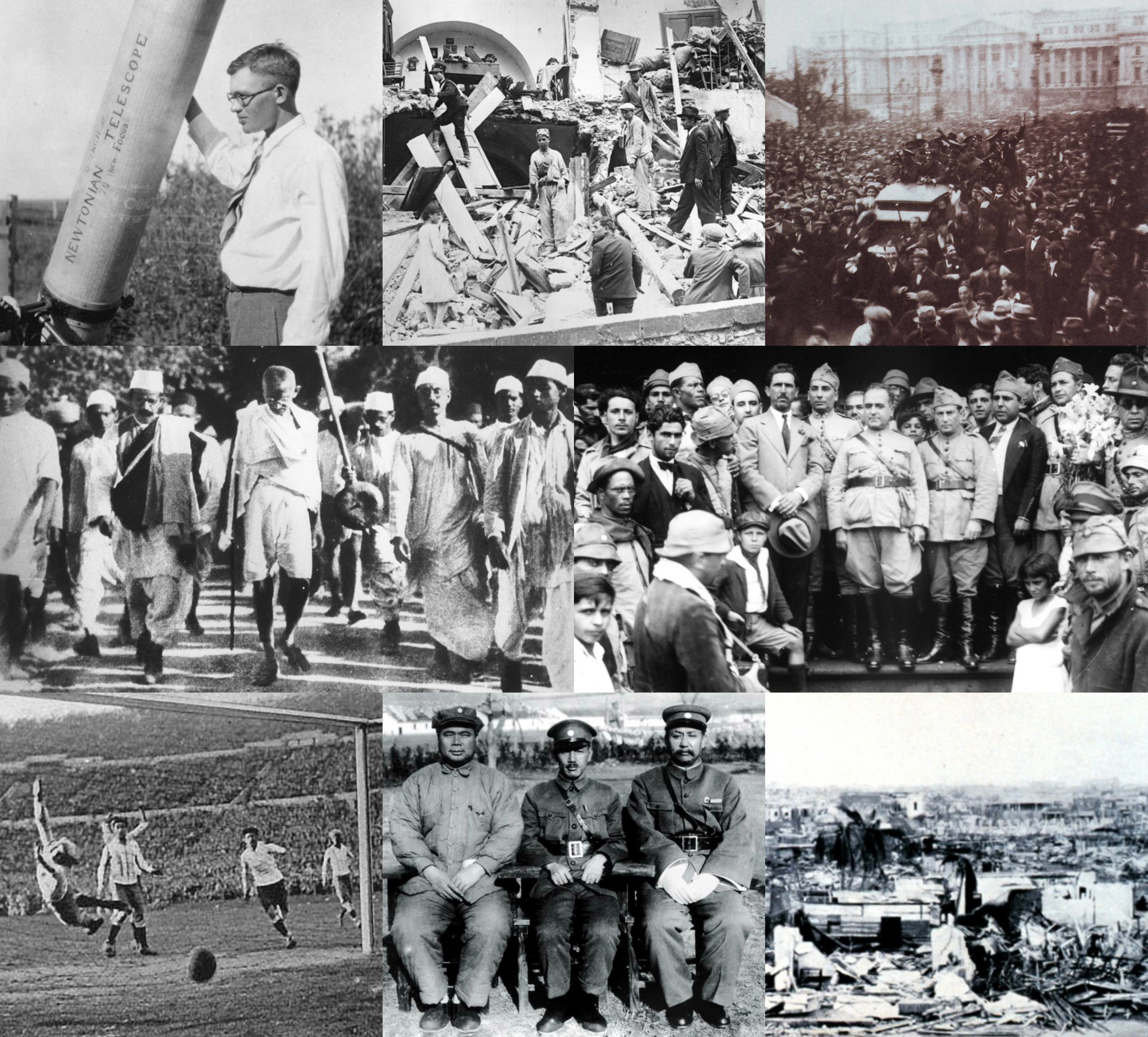

## رویدادها
- پلوتون نهمین سیاره منظومه شمسی یافته شد.
- نخستین دوره جام جهانی فوتبال در این سال برگزار شد.

## زادگان
- ریچارد هریس بازیگر و خواننده و آهنگساز ایرلندی در ۱ اکتبر این سال زاده شد.
- جین هکمن بازیگر آمریکایی صاحب جایزه اسکار در ۳۰ ژانویه این سال در کالیفرنیا (در آمریکا) زاده شد.
- استیو مک‌کوئین بازیگر آمریکایی در ۲۴ مارس در ایالت ایندیانا (در آمریکا) زاده شد.
- کلینت ایستوود بازیگر و کارگردان و تهیه‌کننده آمریکایی برنده چندین جایزه اسکار در ۳۱ مه در سان فرانسیسکو (در کالیفرنیا) به دنیا آمد.
- شون کانری بازیگر سرشناس اسکاتلندی در ۲۵ اوت در ادینبرگ (در اسکاتلند) زاده شد.
- جیمز گراهام بالارد رمان‌نویس انگلیسی در ۱۵ نوامبر زاده شد.
- ژاک دریدا فیلسوف الجزایری‌تبار فرانسه در این سال زاده شد.
- سیراک ملکنیان، هنرمند ایرانی-ارمنی
- ۵ اوت - نیل آرمسترانگ: نخستین کسی که بر کره ماه گام نهاد.
- ۲۱ مارس - ‌ربابه مرادوا خواننده شهیر موسیقی مقامی آذربایجانی ایرانی‌تبار آذربایجانی (د. ۱۹۸۳)
- ۱ ژانویه – جعفر نمیری، سیاست‌مدار سودانی (د. ۲۰۰۹)
- ۲ ژانویه – جولیوس لا امرسون، افسر و خواننده آمریکایی
- ۱۱ ژانویه – راد تیلور، بازیگر استرالیایی (د. ۲۰۱۵)
- ۱۹ ژانویه – تیپی هدرن، هنرمند، بازیگر، و مدل آمریکایی
- ۱۰ فوریه – رابرت واگنر، بازیگر آمریکایی
- ۱۲ فوریه – آرلن اسپکتر، افسر، وکیل، و سیاست‌مدار آمریکایی (د. ۲۰۱۲)
- ۱۹ فوریه – جان فرانکن هایمر، تهیه‌کننده و کارگردان آمریکایی (د. ۲۰۰۲)
- ۲۸ فوریه – لئون نیل کوپر، فیزیک‌دان آمریکایی
- ۲۶ مارس – سندرا دی اوکانر، سیاست‌مدار، وکیل، و قاضی آمریکایی (د. ۲۰۲۳)
- ۱ آوریل – گریس لی ویتنی، بازیگر و خواننده آمریکایی
- ۳ آوریل – هلموت کوهل، سیاست‌مدار آلمانی (د. ۲۰۱۷)
- ۱۱ آوریل – انتان لاوی، موسیقی‌دان و نویسنده آمریکایی و بنیان‌گذار کلیسای شیطان (د. ۱۹۹۷)
- ۱۵ آوریل – ویگدیس فینبوگادوتیر، سیاست‌مدار ایسلندی
- ۱۹ آوریل – دیک سارجنت، بازیگر آمریکایی (د. ۱۹۹۴)
- ۲۱ آوریل – سیلوانا مانگانو، بازیگر ایتالیایی (د. ۱۹۸۹)
- ۲۳ آوریل – آلن اوپنهایمر، صداپیشه و بازیگر آمریکایی
- ۲۵ آوریل – پل مازورسکی، بازیگر، فیلمنامه‌نویس، تهیه‌کننده، و کارگردان آمریکایی (د. ۲۰۱۴)
- ۲۹ آوریل – ژان روشفور، بازیگر و کارگردان فرانسوی
- ۹ مه – جوآن سیمز، بازیگر و خواننده بریتانیایی
- ۱۵ مه – جسپر جانز، نقاش و مجسمه‌ساز آمریکایی
- ۲۸ مه – فرانک دریک، ستاره‌شناس آمریکایی
- ۱ ژوئن – ادوارد وودوارد، بازیگر بریتانیایی (د. ۲۰۰۹)
- ۲ ژوئن – پیت کنراد، افسر و فضانورد آمریکایی (د. ۱۹۹۹)
- ۸ ژوئن – روبرت اومان، ریاضی‌دان و اقتصاددان آمریکایی
- ۱۱ ژوئن – چارلز بی. رنگل، سیاست‌مدار آمریکایی
- ۱۹ ژوئن – جنا رولندز، بازیگر آمریکایی
- ۲۲ ژوئن – یوری آرتوکین، مهندس و فضانورد اهل شوروی (د. ۱۹۹۸)
- ۲۸ ژوئن – ایتامار فرانکو، سیاست‌مدار و دیپلمات برزیلی (د. ۲۰۱۱)
- ۱۴ ژوئیه – پالی برگن، بازیگر و موسیقی‌دان آمریکایی (د. ۲۰۱۴)
- ۶ اوت – ابی لینکلن، بازیگر و موسیقی‌دان آمریکایی (د. ۲۰۱۰)
- ۱۳ اوت – دن هو، خواننده آمریکایی (د. ۲۰۰۷)
- ۲۸ اوت – بن گازارا، بازیگر آمریکایی (د. ۲۰۱۲)
- ۲ سپتامبر – فرانسوا مائه، دوچرخه‌سوار اهل فرانسه (د. ۲۰۱۵)
- ۱۶ سپتامبر – ان فرانسیس، بازیگر آمریکایی (د. ۲۰۱۱)
- ۲۵ سپتامبر – شل سیلورستاین، شاعر، آهنگساز، و نویسنده آمریکایی (د. ۱۹۹۹)
- ۶ اکتبر
  - آبراهام جی. تورسکی، روانپزشک، مرجع دینی و پژوهشگر آیین یهودیت اسرائیلی-آمریکایی (د. ۲۰۲۱)
  - حافظ اسد، سرباز و سیاست‌مدار سوری (د. ۲۰۰۰)
- ۸ اکتبر – تورو تاکه‌میتسو، آهنگساز ژاپنی (د. ۱۹۹۶)
- ۱۱ اکتبر – سام جانسون، افسر و سیاست‌مدار آمریکایی
- ۲۴ اکتبر – د بیگ باپر، خواننده آمریکایی (د. ۱۹۵۹)
- ۲۵ نوامبر – کلرک اسکولز، شناگر و ورزشکار آمریکایی (د. ۲۰۱۰)
- ۲ دسامبر – گری بکر، اقتصاددان آمریکایی (د. ۲۰۱۴)
- ۱۷ دسامبر – آرمین مولر-اشتال، صداپیشه، بازیگر، نویسنده، نقاش، و کارگردان آلمانی

## درگذشتگان
- ۲۱ فوریه – احمدشاه قاجار، آخرین پادشاه سلسلهٔ قاجار (ز. ۱۸۹۸)
- ۱۹ مارس – آرتور بالفور، سیاست‌مدار بریتانیایی (ز. ۱۸۴۸)
- ۳۰ ژوئیه – خوان گمپر، بازیکن فوتبال سوئیسی (ز. ۱۸۷۷)
- ۱۵ اوت – فلوریان کایوری، ریاضی‌دان سوئیسی (ز. ۱۸۵۹)
- ۲۶ اوت – لان چنی، بازیگر و کارگردان آمریکایی (ز. ۱۸۸۳)
- ۱۵ اکتبر – هربرت هنری داو، شیمی‌دان آمریکایی
- ۱۳ دسامبر – فریتس پرگل، شیمی‌دان اتریشی (ز. ۱۸۶۹)